# 퀘이크 엔진
퀘이크 엔진(Quake engine)은 이드 소프트웨어가 1996년 비디오 게임 퀘이크를 지원하기 위해 개발한 게임 엔진이다. 진정한 3D 실시간 렌더링을 지원하며 현재 GNU GPL v2.0 이상으로 라이선스되어 있다.
레벨 디자인에서 해왔던 것처럼 출시 후 즉시 포크(fork)되었다. 엔진 대부분이 퀘이크 2와 퀘이크 3 아레나에도 남았다. 둠 엔진과 같은 퀘이크 엔진은 이진 공간 분할법(BSP)을 사용하여 월드 렌더링을 치적화했다. 퀘이크 엔진은 또한 움직이는 물체에 대해 고러드 셰이딩(Gouraud shading) 기법, 움직이지 않는 물체에 정적 라이트맵을 사용하였다.

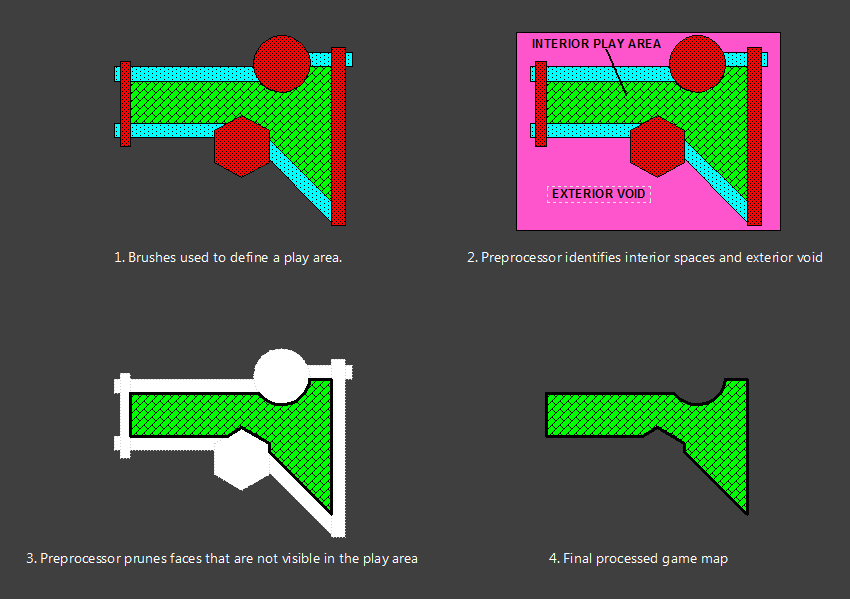
퀘이크의 맵 복잡성 감소를 단순화시키는 프로세스

## 퀘이크 엔진을 사용한 게임 목록
- 퀘이크 (비디오 게임)
- 퀘이크 미션 팩 넘버 1
- 퀘이크 미션 팩 넘버 2
- 헥센 2
- 레이저 아레나
- 넥쉬즈

## 같이 보기
- 이드 테크